# Петро-Славянка
Пе́тро-Славя́нка — посёлок в России, внутригородское муниципальное образование в составе Колпинского района города федерального значения Санкт-Петербурга. Население — 2146 чел. (2025).
Посёлок назван в честь реки Славянка, притока Невы.

## История
На плане 1781 года обозначена ситцевая фабрика барона Строганова с мельницей, которая восходит к петровскому времени, когда вышел царский указ «Реку Славянку по обе стороны на 10 вёрст вверх и в ширину 300 сажень оставить для строения мельниц государя». Плотина с каменным зданием на правом берегу Славянки простояла до середины XX века, когда была разобрана во время войны. На планах 1808 года и 1817 года в этом месте значится дача графа Зубова. В 1831 году Зубов продал дачу купцу А. С. Караваеву. После Караваева владельцем мызы стал помещик Трифонов.
Поселение начало активно формироваться во второй половине XIX века, что было связано с прокладкой Николаевской железной дороги и отражало широкий размах дачного строительства, развернувшегося вокруг Санкт-Петербурга. После постройки Николаевской железной дороги возникла Платформа Федотова, названная по имени крестьянина, земля которого граничила с железнодорожным полотном и была отчуждена для строительства. Платформа располагалась на 16-й версте от Санкт-Петербурга и в 1891 году имела казармы и мостовую команду для двух переездов через железную дорогу и моста через р. Славянку — сначала деревянного, а затем в 1880 году изготовленного из металлических конструкций по проекту инженеров Белодюбского и Зубова.
Своё наименование Петроградская Славянка небольшое селение при мызе получило только в 1914 году. 19 февраля 1918 года Петро-Славянка была выделена в отдельную административную единицу, был образован Совет посёлка, а основная дорога, ведущая к центральной части посёлка, получила название дорога на Петро-Славянку, сохраняющееся поныне. До 1924 года деревня носила название Петроградская Славянка, с 1924 по 1927 год — Ленинградская Славянка. В 1927 году переименована в деревню Петро-Славянка, которая в феврале 1927 года вошла в состав Октябрьской волости, а в августе того же года в состав Колпинского района Ленинградской области. В мае 1930 года Петро-Славянка получила статус дачного посёлка. При застройке посёлка были открыты: школа им. Л. Н. Толстого, детский сад им. Карла Либкнехта, ясли им. Розы Люксембург.
Указом президиума Верховного Совета РСФСР от 23 мая 1950 года Петро-Славянка отнесена к категории рабочих посёлков.
Указом президиума Верховного Совета РСФСР от 25 июля 1953 года был упразднён Павловский район, и Петро-Славянка была передана в подчинение Колпинскому райсовету Ленинграда. Решением Ленинградского горисполкома от 9 апреля 1973 года Петро-Славянский поссовет упразднён, Петро-Славянка передана в подчинение Усть-Ижорского поссовета. Со вступлением в силу закона Санкт-Петербурга № 186-59 от 25 декабря 1996 года «Об административно-территориальном устройстве Санкт-Петербурга» Петро-Славянка утратила статус самостоятельного населённого пункта и в дальнейшем стала считаться внутригородской территорией Петербурга, наделённой лишь статусом муниципального образования.

## Население
| 2002  | 2010  | 2012  | 2013  | 2014  | 2015  | 2016  |
| ----- | ----- | ----- | ----- | ----- | ----- | ----- |
| 1337  | ↘1085 | ↗1099 | ↗1745 | ↘1290 | ↘1264 | ↗1274 |
| 2017  | 2018  | 2019  | 2020  | 2021  | 2023  | 2025  |
| ↗1292 | ↗1326 | ↗1368 | ↗1380 | ↗2079 | ↗2090 | ↗2146 |

## Улицы
- Улица Первого мая
- Витебская улица
- Улица Гоголя
- Улица Коммунаров
- Луговая улица
- Улица Марата
- Улица Маяковского
- Ново-Садовая улица
- Тверская улица
- Улица Труда
- Центральная улица
- Комсомольская улица
- Красноармейская улица
- Сосновая улица
- Улица 3-й Пятилетки
- Ижорская улица
- Клубная улица
- Советский проспект
- Лесной проспект

## Образование
В посёлке имеется одна общеобразовательная школа № 465, в настоящее время действующая только для начальных классов.

## Культура и отдых
- Дом культуры[21]
- Конно-спортивный клуб имени Юлии Русаковой

## Религия
В Петро-Славянке действует Александро-Невская часовня возле кладбища «Петро-Славянка». В 2025 году практически завершилось строительство церкви Новомучеников и Исповедников Петербургских. Она была построена на углу современных Советского проспекта и улицы Коммунаров на месте дореволюционной Свято-Троицкой церкви (1914—1939).

## Транспорт
Автомобильные дороги связывают Петро-Славянку с Купчино, Московским шоссе и посёлком Металлострой.
В посёлке расположена станция Славянка московского направления Октябрьской железной дороги.
Через посёлок проходят трассы автобусов № 396 (на Металлострой) и 396а (станция метро «Рыбацкое» — промзона «Металлострой»).

## Экономика
На территории посёлка расположены складские помещения
На территории посёлка (при этом находясь в значительном отдалении от его жилой части, у Кольцевой автомобильной дороги) находится Южная ТЭЦ. Обеспечивает тепловой энергией промышленные предприятия, жилые и общественные здания Московского, Фрунзенского и Невского районов Санкт-Петербурга. В зоне обслуживания находятся 900 тыс. человек.

## Достопримечательности
- Братская могила советских воинов, погибших в Великую Отечественную войну (1941—1944, воинское кладбище)  исторический памятник (региональный)

- Братская могила советских воинов, погибших в Великую Отечественную войну (1941—1944, воинское кладбище, площадка № 2)  исторический памятник (региональный)